# Tatra 603 MB
A Tatra 603 MB csehszlovák mikrobusz volt, amelyet a Tatra autógyár pozsonyi tervezőirodájában készítettek 1961-ben. Csak prototípus szintjén létezett, sorozatban nem gyártották. Kisteherszállító változata a Tatra 603 NP.

## Története
1960-ban hozták létre a  kopřivnicei székhelyű Tatra autógyár pozsonyi tervezőirodáját, melynek vezetőjévé Ivan Mičíket nevezték ki. Az iroda első fejlesztési projektje volt a Tatra 603 MB mikrobusz, amely a Tatra 603 személygépkocsin alapult. A fejlesztés során eredetileg egy haszongépjármű-család kialakítása volt a cél, úgy, hogy a Tatra 603-as nyújtotta alapokat minél nagyobb mértékben ki tudják használni. A fejlesztés gyorsítása érdekében a Tatra 805-ös könnyű terepjáró tehergépkocsi kabinját vették át a mikrobuszhoz. Ezzel párhuzamosan dolgoztak egy esztétikusabb megjelenésű és korszerűbb karosszérián is.
A járműhöz a Tatra 603 kissé módosított léghűtéses benzinmotorját használták, valamint annak erőátviteli elemeit, futóművét is felhasználták. A Tatra 603-mal ellentétben a mikrobusz esőkerék-meghajtású volt. A motor a mellső tengelyek mögött hosszirányban helyezkedett el, míg a  négysebességes váltó előtte. Ez volt a Tatra autógyár történetében az első olyan jármű, amely elsőkerék-meghajtással rendelkezett. A 2472 cm³ hengerűrtartalmú, V8 hengerelrendezésű, 70 kW (95 LE) teljesítményű léghűtéses motor  16,4 liter/100 km üzemanyag-fogyasztással rendelkezett 80 km/h-s sebesség mellett. Ezzel a motorteljesítménnyel a jármű 120 km/h-s maximális sebességet ért el.
A jármű utasterében öt sorban tizenegy ülés helyezkedik el. Az ülések könnyen kiszerelhetők, így egy 8 m³ légterű, zárt teherszállító furgont kapunk. A mikrobusz teljes terhelhetősége 1500 kg.
A nagy tengelytávnak és az alacsony súlypontnak köszönhetően jó menettulajdonságokkal rendelkezett. A jármű annak ellenére, hogy ígéretes fejlesztésnek tűnt, megmaradt koncepció szintjén, az egy prototípuson túl több példányt nem készítettek.
A mikrobusz mellett a pozsonyi tervezőiroda egy kisteherszállító (pickup) változatot is készített Tatra 603 NP jelzéssel, ez 1962-ben jelent meg. Jellegzetessége volt a nagyon alacsonyan, a talajszínntől mindössze 45 cm magasságban elhelyezkedő nyitott rakfelület. A járművet Pozsonyban és környékén használták próbaüzemben, ahol főleg gyógyszertárakban szállítottak vele árut. Később a Tatara cég  kopřivnicei központjában használták, további sorsa ismeretlen.
Miután egyértelművé vált, hogy a sorozatgyártása nem indul el, az egyetlen elkészült Tatra 603 MB-t mérőautóként használták a Tatránál Kopřivnicében. Napjainkban a Szlovák Műszaki Múzeum pozsonyi közlekedési kiállításának gyűjteményében található.